# Piolet

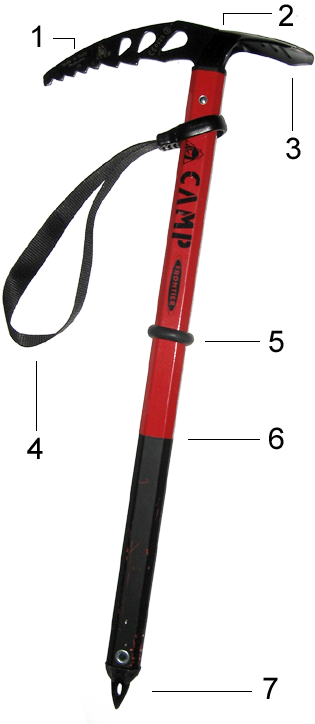
Piolet
1 - vârf
2 - cap
3 - lopată
4 - curea
5 - stop curea
6 - mâner de cauciuc
7 - spin

Un piolet (fr), este o unealtă multifuncțională pentru zăpadă și gheață folosită în alpinism, pe trasee de urcare sau coborâre care implică condiții de zăpadă și gheață. Poate fi ținută și folosită în diverse moduri, în funcție de tipul de teren sau dificultatea întâlnită. În cea mai simplă formă poate fi folosit ca sprijin la urcare sau coborăre, ținând capul în palmă cu spinul orientat spre sol și vârful spre spate. Poate fi îngropat și folosit ca ancoră pentru a asigura un alt alpinist, sau poate fi îngropat în cădere și folosit ca frănă. Mica lopată poate fi folosită pentru a săpa scări în zăpadă și gheață..